# Strigoderma knausi
Strigoderma knausi är en skalbaggsart som beskrevs av Brown 1925. Strigoderma knausi ingår i släktet Strigoderma och familjen Rutelidae. Inga underarter finns listade i Catalogue of Life.